# Pećno
 Pećno  falu Horvátországban Zágráb megyében. Közigazgatásilag Krašićhoz tartozik.

## Fekvése
Zágrábtól 37 km-re délnyugatra, községközpontjától 10 km-re északra, a Zsumberki-hegységben fekszik. Településrészei Grubači, Posinak, Krajići, Staničići, Čučići, Đurići, Stići és Tihočaj.

## Története
Görögkatolikus település, melyet az 1530-ban és 1531-ben a török elől ide menekült uszkókok alapítottak. Egykori plébániája a Zsumberki hegység egyik legrégibb plébániaja volt, 1764-ben említik először. A plébániatemplomot 1824-ben építették. A plébános kezdetben Pribićen lakott, később Grubači faluban építettek fából plébániaépületet. A plébánia újabb épülete 1815 és 1830 között épült fel Pećnón. Ez az épület a második világháborúban megsemmisült, a maradványain építették fel az iskolát. A plébánia mai épülete 1941-ben épült.
a falunak 1830-ban 26 háza és 316 lakosa volt. 1857-ben 467, 1910-ben 215 lakosa volt. Trianon előtt Zágráb vármegye Jaskai járásához tartozott. Központjában egykor vegyesbolt működött. 2001-ben 23 lakosa volt.

## Lakosság
| Lakosság változása | Lakosság változása | Lakosság változása | Lakosság változása | Lakosság változása | Lakosság változása | Lakosság változása | Lakosság változása | Lakosság változása | Lakosság változása | Lakosság változása | Lakosság változása | Lakosság változása | Lakosság változása | Lakosság változása |
| ------------------ | ------------------ | ------------------ | ------------------ | ------------------ | ------------------ | ------------------ | ------------------ | ------------------ | ------------------ | ------------------ | ------------------ | ------------------ | ------------------ | ------------------ |
| 1857               | 1869               | 1880               | 1890               | 1900               | 1910               | 1921               | 1931               | 1948               | 1953               | 1961               | 1971               | 1981               | 1991               | 2001               |
| 467                | 414                | 415                | 456                | 478                | 215                | 197                | 215                | 147                | 146                | 137                | 119                | 92                 | 46                 | 23                 |

## Nevezetességei
A Legszentebb Istenanya tiszteletére szentelt görögkatolikus temploma 1824-ben épült. Hossza 22 méter, szélessége 11 méter. 1955 és 1958 között teljesen megújították. A körösi görögkatolikus eparchátus zsumberki vikariátusához tartozik. A plébániához Pećno, Posinki, Bratičići, Grubači, Stići, Gračac, Ruda, Hranilovići, Vranjak, Požari, Goljak, Staničići, Čačili, Čučići, Drašći Vrh és Prevod falvak tartoznak összesen mintegy ötven hívővel.

## Külső hivatkozások
- Krašić hivatalos oldala
- A falu a Zsumberki közösség honlapjaán